# Aleksander Stretowicz Tyszkiewicz
Aleksander Stretowicz Tyszkiewicz herbu Leliwa (zm. w 1644 roku) – sędzia ziemski połocki przed 1611 rokiem do 1644 roku, pisarz ziemski połocki w latach 1602–1608.
Poseł powiatu smoleńskiego na sejm 1631 roku.